# كاثرين هوتون
كاثرين هوتون (بالإنجليزية: Katharine Houghton)‏ هي كاتبة مسرحية وكاتِبة وممثلة أمريكية، ولدت في 10 مارس 1945 في الولايات المتحدة. من الجوائز التي نالتها جائزة المسرح العالمي سنة 1970.

## أعمال

### أفلام
- (1967) خمن من سيأتي للعشاء[5]
- (2004) كينسي[6][7]
- (2010) ذا لاست إيربندر[8][9]

## جوائز
- جائزة المسرح العالمي (1970)

## وصلات خارجية
- كاثرين هوتون على موقع IMDb (الإنجليزية)
- كاثرين هوتون على موقع ألو سيني (الفرنسية)
- كاثرين هوتون على موقع أول موفي (الإنجليزية)
- كاثرين هوتون على موقع قاعدة بيانات برودواي على الإنترنت (الإنجليزية)
- كاثرين هوتون على موقع قاعدة بيانات الأفلام السويدية (السويدية)
- كاثرين هوتون على موقع إن إن دي بي (الإنجليزية)
- كاثرين هوتون على موقع قاعدة بيانات الفيلم (الإنجليزية)
- كاثرين هوتون على موقع كينوبويسك (الروسية)